# Szemetowszczyzna (gmina)
Szemetowszczyzna (do 1926 Szemietowo) – dawna gmina wiejska istniejąca do 1939 roku na obszarze Ziemi Wileńskiej/woj. wileńskiego (obecnie na Białorusi). Siedzibą gminy była Szemetowszczyzna.
Początkowo gmina należała do powiatu święciańskiego w guberni wileńskiej. 7 czerwca 1919 roku weszła w skład utworzonego pod Zarządem Cywilnym Ziem Wschodnich okręgu wileńskiego, przejętego 9 września 1920 roku przez Tymczasowy Zarząd Terenów Przyfrontowych i Etapowych. W związku z powstaniem Litwy Środkowej 9 października 1920 roku gmina wraz z główną częścią powiatu święciańskiego znalazła się w jej strukturach. 13 kwietnia 1922 roku gmina weszła w skład objętej władzą polską Ziemi Wileńskiej, przekształconej 20 stycznia 1926 roku w województwo wileńskie.
27 września 1926 roku nazwę gminy i jej siedziby zmieniono na Szemetowszczyzna. 11 kwietnia 1929 roku do gminy Szemetowszczyzna przyłączono część obszaru gminy Swir. Po wojnie obszar gminy Szemetowszczyzna wszedł w struktury administracyjne Związku Radzieckiego.